# Bomärket Svanen
Bomärket Svanen, eller Svanensymbolen, har sitt ursprung i de fem nordiska svanarna, som sågs för första gången på ett plakat för Nordens Dag år 1936 med bakgrund i Hans Hartvig Seedorff Pedersens dikt Svanerne fra Norden.
De fem svanarna gav 1985 inspiration till den nya symbolen för det officiella nordiska samarbetet tecknad för Nordiska ministerrådet och Nordiska rådet av den finska konstnären Kyösti Varis. Svanensymbolen med sina åtta vingpennor representerar de fem nordiska länderna Danmark, Finland, Island, Norge och Sverige och de tre självstyrande områdena Färöarna, Grönland och Åland. Under 1989 blev Svanensymbolen använd som förlaga till ett nytt svanenmärke, nämligen det väl kända nordiska miljömärket.
Under 2004 fick Due Design AS uppgiften att med utgångspunkt i Kyösti Varis' svanensymbol modernisera bomärket så att det kunde ge hela det officiella nordiska samarbetet ett samtida, enkelt och robust intryck. De skapade därför Logotypen "Norden" som gjorde Norden till det internationella gemensamma namnet för samarbetet.[källa behövs]